# 龔亨
龔亨（1491年—？），字有孚，江西臨江府清江縣人，民籍，明朝政治人物。

## 生平
江西鄉試第三十五名舉人。正德十六年（1521年）中式辛巳科會試第一百二名，登第二甲第三十七名進士。嘉靖初任贵州按察司佥事，十年三月升雲南按察司副使，调四川副使，十六年四月升广东参政，历湖广右布政使，二十三年二月升陕西左布政使，二十四年十月升为都察院右副都御史、巡抚河南，二十五年三月巡按御史曹邦辅劾奏龚亨前任陕西布政時，监收钱粮多勒秤头，岁约数千金，遂被革职。

## 家族
曾祖龔大賓；祖父龔舜臣，曾任義官；父龔度，母蕭氏。重庆下。弟有元、高、符。